# Lycoriella latistylata
Lycoriella latistylata là một ruồi trong họ Sciaridae, thuộc chi Lycoriella.